# Исии, Ами
Ами Исии (яп. 石井亜海; 11 декабря 2002) — японская спортсменка, борец вольного стиля, чемпионка мира 2024 года, призёр чемпионата мира, чемпионка Азии.

## Карьера
В сентябре 2022 года в финале чемпионата мира в Белграде она уступила американке Тамире Менса, став серебряным призёром. В апреле 2023 года в Астане, одолев в финале Нишу Дахия из Индии, она стала чемпионкой Азии. В сентябре 2023 года на чемпионате мира в Белграде она в полуфинале уступила Бусе Тосун из Турции, в борьбе за бронзовую медаль уступила Ирине Рынгач из Молдавии, а в схватке за Олимпийскую лицензию одолела Эмму Брунтил из США.

## Достижения
- Чемпионат мира по борьбе 2022 — ;
- Чемпионат Азии по борьбе 2023 — ;